# ラジウム顎

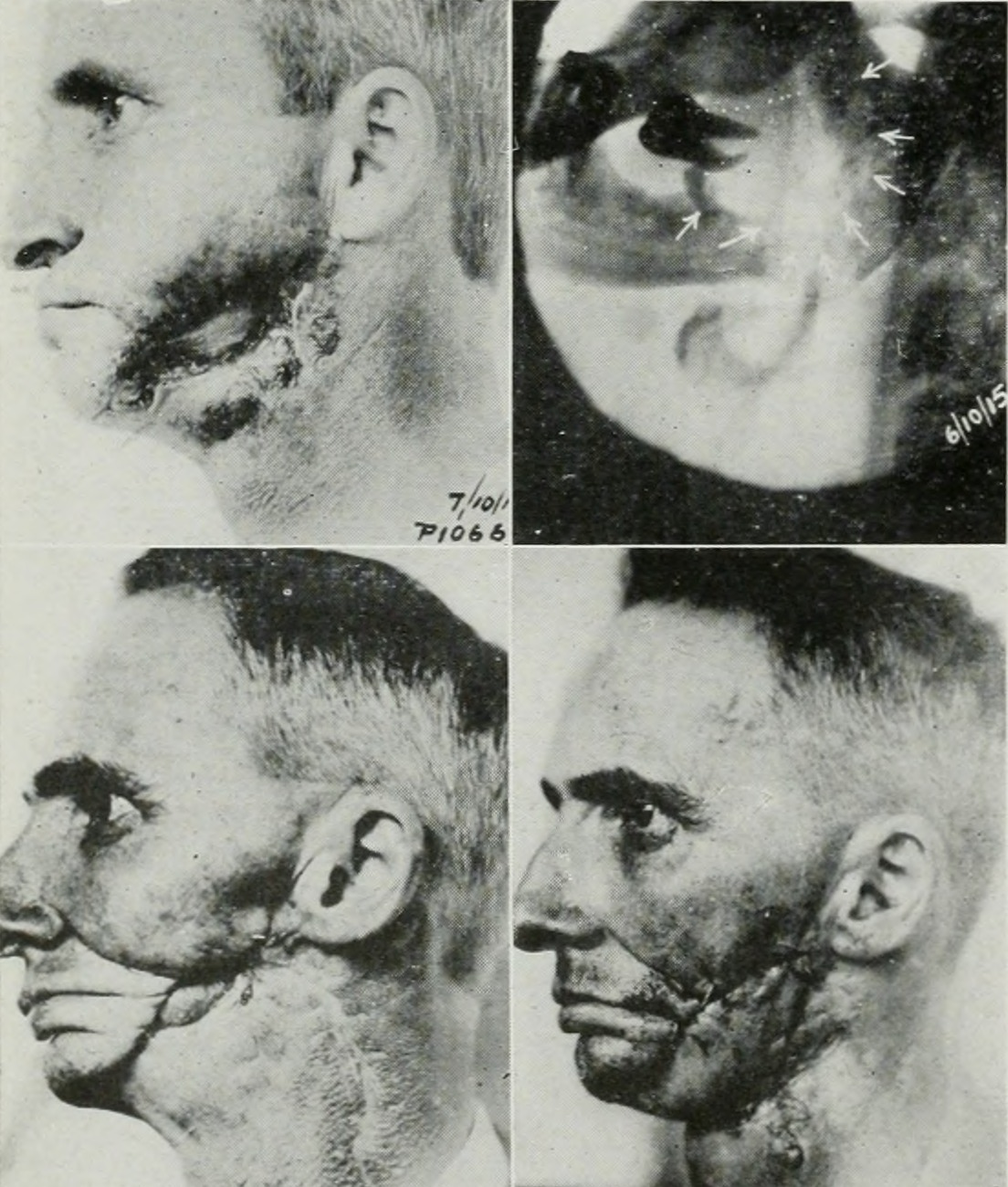
The American journal of roentgenology, radium therapy and nuclear medicine (1906)

ラジウム顎またはラジウム性壊死（Radium jaw または Radium necrosis）は、夜光時計の文字盤にラジウムを含有する夜光塗料を塗布する作業に従事していた工員（主に女性が従事し、ラジウム・ガールズとして知られる）の間で発生した職業病であり、摂取したラジウムが骨吸収されることで生じる顎骨の壊死病変を特徴とする。ラジウムを含有する薬（その多くはいわゆる特許薬）を使用している者にも生じた。下顎骨および上顎骨の壊死や歯茎からの出血を症状とし、進行すると骨腫瘍や多孔質化による下顎骨の変形を生じる。
症状は黄リンマッチ工場の労働者の間に蔓延していたリン中毒性顎骨壊死と類似する。ラジウム顎が文献に記載されたのは、1924年に歯科医のテオドール・ブルームによるものが最初である。ブルームは文字盤の塗工員に生じる特異な下顎骨の骨髄炎を「ラジウム顎（radium jaw）」と命名した。
さまざまなラジウム含有塗料業者で働く多くの女性工員がブルームの報告した症例と同様の歯および下顎の痛みを訴えたが、1924年に病理学者ハリソン・スタンフォード・マートランドが本症はラジウム含有塗料を摂取したことにより生じるものであると結論した。女性工員は、塗工に使う筆先を唇と舌を使って整えていたため、口に症状が出たものであった。本症は、ラジウム・ガールズが米国ラジウム社を相手取って起こした訴訟の主因であった。
ラジウム含有塗料以外の理由で生じた本症の例として著名なものに、ラジウムを含む特許薬ラディトールを長年に渡り大量に服用していたことが原因で1932年に亡くなったアメリカのゴルファー・実業家のエベン・バイヤーズが挙げられる。バイヤーズの死は大いに人口に膾炙し、放射性偽医療の問題が世間に広く認識されるようになった。ウォール・ストリート・ジャーナルは、1990年8月1日版で「ラジウム水はよく効いた、彼の顎が腐り果てるまで」と題する記事を掲載した。